# Samodraža
Samadrexhë en albanais et Samodraža en serbe latin (en serbe cyrillique : Самодража) est une localité du Kosovo située dans la commune/municipalité de Theranda/Suva Reka et dans le district de Prizren/Prizren. Selon le recensement de 2011, elle compte 3 249 habitants.

## Démographie

### Évolution historique de la population dans la localité
| 1948  | 1953  | 1961  | 1971  | 1981  | 1991  | 2011  |
| ----- | ----- | ----- | ----- | ----- | ----- | ----- |
| 1 207 | 1 327 | 1 548 | 2 163 | 2 865 | 3 358 | 3 249 |

|  |

### Répartition de la population par nationalités (2011)
En 2011, les Albanais représentaient 99,69 % de la population.